# نفزة (ولاية باجة)
نفزة إحدى مدن الجمهورية التونسية، تقع في ولاية باجة المنتمية لإقليم الشمال الغربي.
تبعد 40 كم عن مدينة باجة و150 كم عن العاصمة تونس
تحتل نفزة موقع استراتيجي كونها تمثل المنفذ الوحيد لولاية باجة على البحر المتوسط
و يبلغ طول سواحلها 30 كم تقريبا
و تمثل نفزة خط ربط بين مدينة بنزرت شرقا ومدينة طبرقة غربا
نفزة-كاب سيرات 30 كم
نفزة- طبرقة 60 كم
نفزة-بنزرت 100 كم
نفزة مدينة صغيرة جميلة تحيط بها من كل مكان الغابات الكثيفة والجبال الشامخة وتمثل في حد ذاتها محمية طبيعية ثرية بمخزونها النباتي والحيواني ومن أشهر شواطئها شاطئ الزوارع
تعدّ نفزة من أكبر معتمديات ولاية باجة من حيث المساحة وتتميّز بغاباتها الكثيفة وبإنتاجها الفلاحي حيث تعدّ من أفضل معتمديات الشمال التونسي من حيث الإنتاج نظرا لوجود أكبر مائدة مائيّة بها تتمثّل في سد سيدي البرّاق (من أكبر السدود في إفريقيا)و يمتد من حدود منطقة تمرة شرقا إلى نفزة المعتمديّة جنوبا الي قرية وشتاتة غربا إلى شاطئ الزوارع شمالا مرورا بأولاد علي. ولعلّ ما يميّزها موقعها الجغرافي الجيّد والإستراتيجي بحكم تواجدها كنقطة عبور إلى معتمديّة طبرقة وإلى ولاية بنزرت من جهة ولانفتاحها على البحر الأبيض المتوسّط من جهة أخرى.

## أعلام
- إيناس الخويلدي

## مواضيع ذات علاقة
- معتمدية نفزة
- ولاية باجة